# Форд, Харрисон (актёр немого кино)

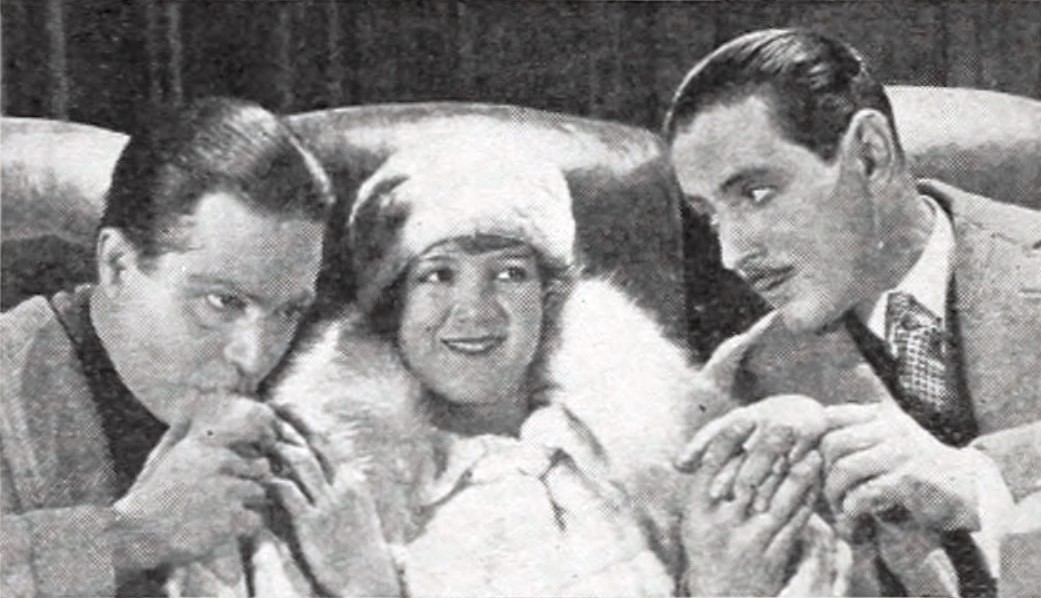
Слева направо: Харрисон Форд, Полин Гарон и Пауэлл, Дэвид (актёр) в фильме «Обычная женщина (фильм)» (1924)

Ха́ррисон Форд (англ. Harrison Ford; 16 марта 1884, Канзас-Сити, Миссури — 2 декабря 1957, Вудленд-Хиллз, Калифорния) — американский актёр театра и кино. С тёзкой-актёром Харрисоном Фордом никаких родственных связей не имеет.

## Биография
Харрисон Форд родился 16 марта 1884 года в городе Канзас-Сити в семье Джеймса Уолтера Форда (1863—1896) и Анны Мерси Эверли (1865—1943). Впервые появился на театральных подмостках в 1904 году, с 1915 года, переехав в Голливуд, начал сниматься в кино, однако его карьера в кинематографе продолжалась лишь до тех пор, пока фильмы были немыми: последний раз зрители увидели его на экране в ленте англ. Love in High Gear 1932 года — это был его первый и последний звуковой фильм. После завершения работы в кино Форд вернулся в театр. Во время Второй Мировой войны работал в Объединённых организациях обслуживания.

### Личная жизнь и смерть
29 марта 1909 года женился на театральной актрисе Беатрис Прентис (1884—1977), с которой прожил почти 49 лет до самой своей смерти.
13 сентября 1951 года у своего дома в Глендейле Харрисона Форда сбила машина под управлением 33-летней местной жительницы. Он получил многочисленные травмы, в частности, сотрясение мозга и трещину лодыжки, от которых так никогда полностью и не оправился, остаток жизни он провёл в больнице англ. Motion Picture & Television Country House and Hospital в Вудленд-Хиллз, где и скончался 2 декабря 1957 года. Похоронен на кладбище Форест-Лаун. 8 февраля 1960 года посмертно был удостоен звезды на Аллее Славы Голливуда: 6665, Голливудский бульвар.

## Избранная фильмография
За 17 лет в кино Харрисон Форд снялся в 87 фильмах. Все они были чёрно-белыми и все, кроме одного, немыми.
- 1918 — Спокойной ночи, Пол[англ.] / Good Night, Paul — Пол Бодо
- 1921 — Цветок страсти[англ.] / The Passion Flower — Норберт
- 1922 — Глупые жёны / Foolish Wives — солдат
- 1922 — Нежная улыбка[англ.] / Smilin' Through — Кеннет Уэйн / Джеремайя Уэйн
- 1922 — Её позолоченная клетка[англ.] / Her Gilded Cage — Лоуренс Пелл
- 1923 — Ярмарка тщеславия[англ.] / Vanity Fair — Джордж Осборн
- 1923 — Майские дни / Maytime — Ричард Уэйн
- 1924 — Дженис Мередит[англ.] / Janice Meredith — Чарльз Фоунз
- 1924 — Обычная женщина[англ.] / The Average Woman — Джимми Мунро
- 1925 — Гордая плоть[англ.] / Proud Flesh — Дон Джейм
- 1925 — Эта девица Ройл[англ.] / That Royle Girl — Фред Кетлар
- 1926 — Поющий и танцующий человек[англ.] / The Song and Dance Man — Джозеф Мёрдок
- 1927 — Омоложение тётушки Мэри[англ.] / The Rejuvenation of Aunt Mary — Джек Уоткинс
- 1928 — Три уикенда / Three Weekends — Тёрнер